# Numa Denis Fustel de Coulanges
Pour les articles homonymes, voir Fustel et Coulanges.
Numa Denis Fustel de Coulanges, né le 18 mars 1830 à Paris et mort le 12 septembre 1889 à Massy, est un historien français.
Son ouvrage le plus connu est La Cité antique, paru en 1864. Il est aussi l'auteur de l'Histoire des institutions politiques de l'ancienne France qui a influencé plusieurs générations d'historiens jusqu'à Marc Bloch. Directeur de l'École normale supérieure et titulaire de la première chaire d'histoire médiévale à la Sorbonne, il engagea l'historiographie française dans une voie scientifique.
Précurseur de la sociologie par l'exemplarité de sa méthode, il connut une renommée certaine en Italie. Il insista dans son œuvre sur l'importance de la longue durée et relativisa l'importance du rôle de la race dans l'histoire de la France au profit de celui des institutions.
Bien avant et après la Première Guerre mondiale, les nationalistes, puis l'Action française devaient se réclamer de ses écrits,.
Quoique dépassée aujourd'hui compte tenu des recherches récentes, les intuitions fustéliennes restent, selon Arnaldo Momigliano, historiographe  de l'Antiquité[pas clair]. L'œuvre de Fustel de Coulanges demeure aujourd'hui précieuse par sa qualité intrinsèque mais surtout par les efforts de l'auteur : essayer de reconstituer avec le plus d'exactitude possible les sentiments, les besoins et les institutions des hommes du temps passé. Son influence est importante, notamment pour ce qui est de l'interprétation du rôle fondamental des religions dans la structuration des sociétés. Le sociologue Émile Durkheim choisit de dédier sa thèse de doctorat à l'œuvre de Fustel de Coulanges. Marc Bloch lui est redevable pour ses travaux sur le Moyen Âge.
La devise de Fustel est « Quæro » c'est-à-dire « Je cherche ».

## Biographie

### Jeunesse
Numa Denis Fustel de Coulanges est issu d'une famille de la bourgeoisie de Bretagne installée à Paris. Il a pour père un lieutenant de vaisseau qui meurt peu après la naissance de son fils. Fustel est alors recueilli par son grand-père qui le fait admettre au lycée Charlemagne à Paris, grâce à l'amitié qu'il entretient avec M. Massin.
Jeune lycéen, il lit les leçons de Guizot sur la Civilisation en France, qui ont ensuite une forte influence sur son métier d'historien. Il est admis à l'École normale supérieure en 1850. Dans l'ambiance d'une période idéologiquement troublée, il fréquente avec assiduité la bibliothèque de l'École.

### Carrière

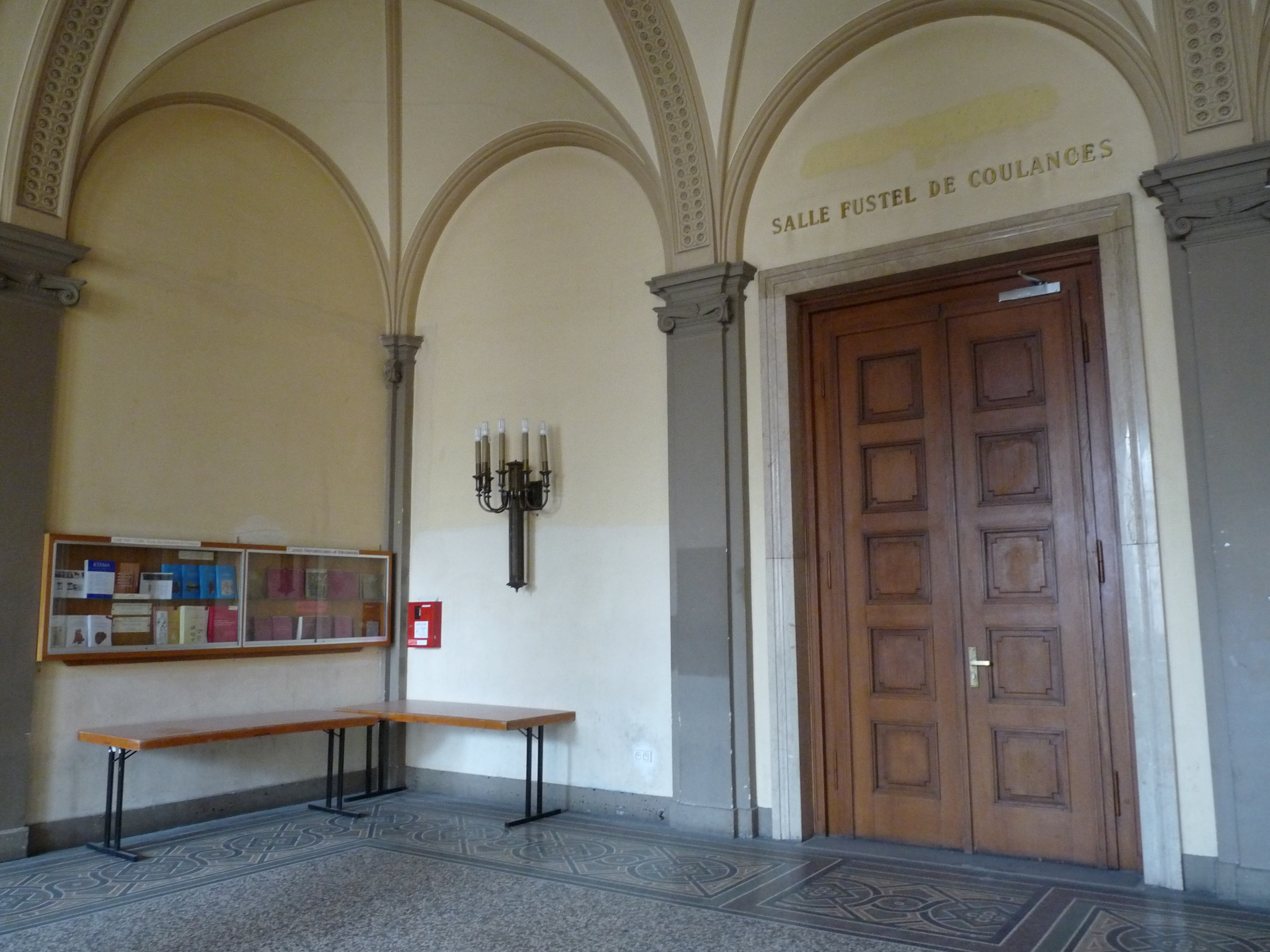
Université de Strasbourg, entrée de la salle Fustel de Coulanges, où ont lieu les soutenances de thèse.

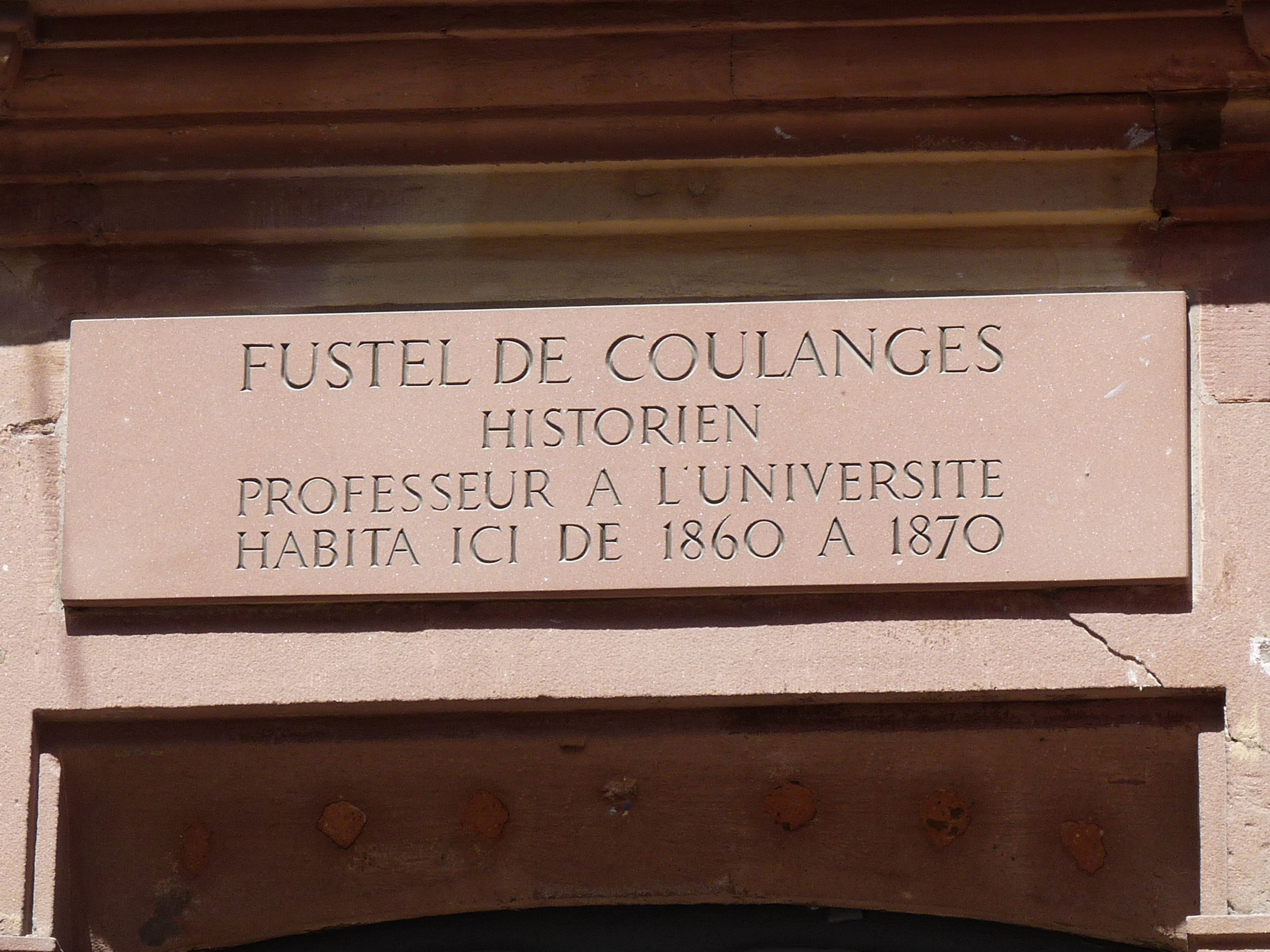
Plaque commémorative en l'honneur de Fustel à Strasbourg (au 79 Grand'Rue).

Nommé membre de l'École française d'Athènes, il dirige des fouilles archéologiques dans l'île de Chios, lors de son séjour en Grèce. Avant son départ, Fustel écrit à un ami : « Je ne cours pas à la recherche d'une marche oubliée de l'Acropole, je vais observer les hommes et ceux d'autrefois et ceux d'aujourd'hui ».
En 1856, Fustel de Coulanges est professeur de seconde au lycée d'Amiens ; l'année suivante, il est reçu  agrégé des lettres. Le 10 avril 1858, il soutient ses deux thèses de doctorat ès lettres à la Faculté de Paris. La première, en français, s'intéresse à l'historien grec Polybe. La deuxième, en latin, traite du culte de Vesta, à un moment où les questions touchant les origines indo-européennes sont très discutées.
En 1860, il est nommé professeur d'histoire à l'université de Strasbourg. Il y travaille avec son ami et ancien condisciple de l'École normale Joseph-Émile Belot. Rapidement les cours de ce jeune universitaire sont très suivis. En 1862 et 1863, Fustel traite de « La famille et de l'État chez les Anciens » et ce cours devient un livre au printemps 1864.
Fustel de Coulanges a longtemps eu une réputation de clérical et de bonapartiste. En 1876, Ernest Bersot, son prédécesseur à l'École normale supérieure, écrit au ministre de l'Instruction publique : « Rassurez-vous, je viens de causer avec M. Fustel de Coulanges… il n'est que français et libéral. »
En 1865, il signe un contrat avec Hachette, dès lors rééditions et réimpressions se succèdent régulièrement. Fustel de Coulanges désire quitter Strasbourg : « La province a du bon, mais encore n'en faut-il pas abuser. Je crains de m'endormir ; je deviens paresseux ».

#### Direction de l'École normale supérieure et première chaire d'histoire médiévale à la Sorbonne
Début 1870, avec le soutien de Victor Duruy, il est nommé maître de conférences à l’École normale supérieure, dont il devient le directeur en 1880. il se rend régulièrement aux Tuileries pour donner des leçons d'histoire à l'Impératrice Eugénie.
Le 2 septembre 1870, Napoléon III dépose les armes à Sedan. Lorsque la guerre arrive aux portes de Paris, Fustel de Coulanges endosse son uniforme de garde national, et monte la garde aux remparts. Après l'annexion de l'Alsace-Lorraine et la « guerre d'envahissement » de Bismarck, Fustel polémique contre Theodor Mommsen dans une série d'articles.
En 1875, il est élu membre de l'Académie des sciences morales et politiques. De 1875 à 1878, il est suppléant de Geffroy, professeur d'histoire ancienne à la Faculté des lettres de Paris et en 1878, il obtient, sur la proposition de Gambetta, la première chaire d'histoire médiévale à la Sorbonne.
Il est inhumé au cimetière des Sablons, à Massy.

## Œuvre et pensée historiques
Enseignant capable d'attirer à lui seul de nombreux disciples par la qualité de son travail et l'ascétisme intellectuel auquel il se soumet, c'est aussi un innovateur qui engage l’historiographie sur des voies nouvelles. Pour lui, l'engagement politique, cher à Jules Michelet ou Augustin Thierry, devrait être écarté afin d'éviter toute idée préconçue et favoriser autant que possible la vérité historique. Pour lui le patriotisme est une vertu, l’histoire est une science, il ne faut pas les confondre.

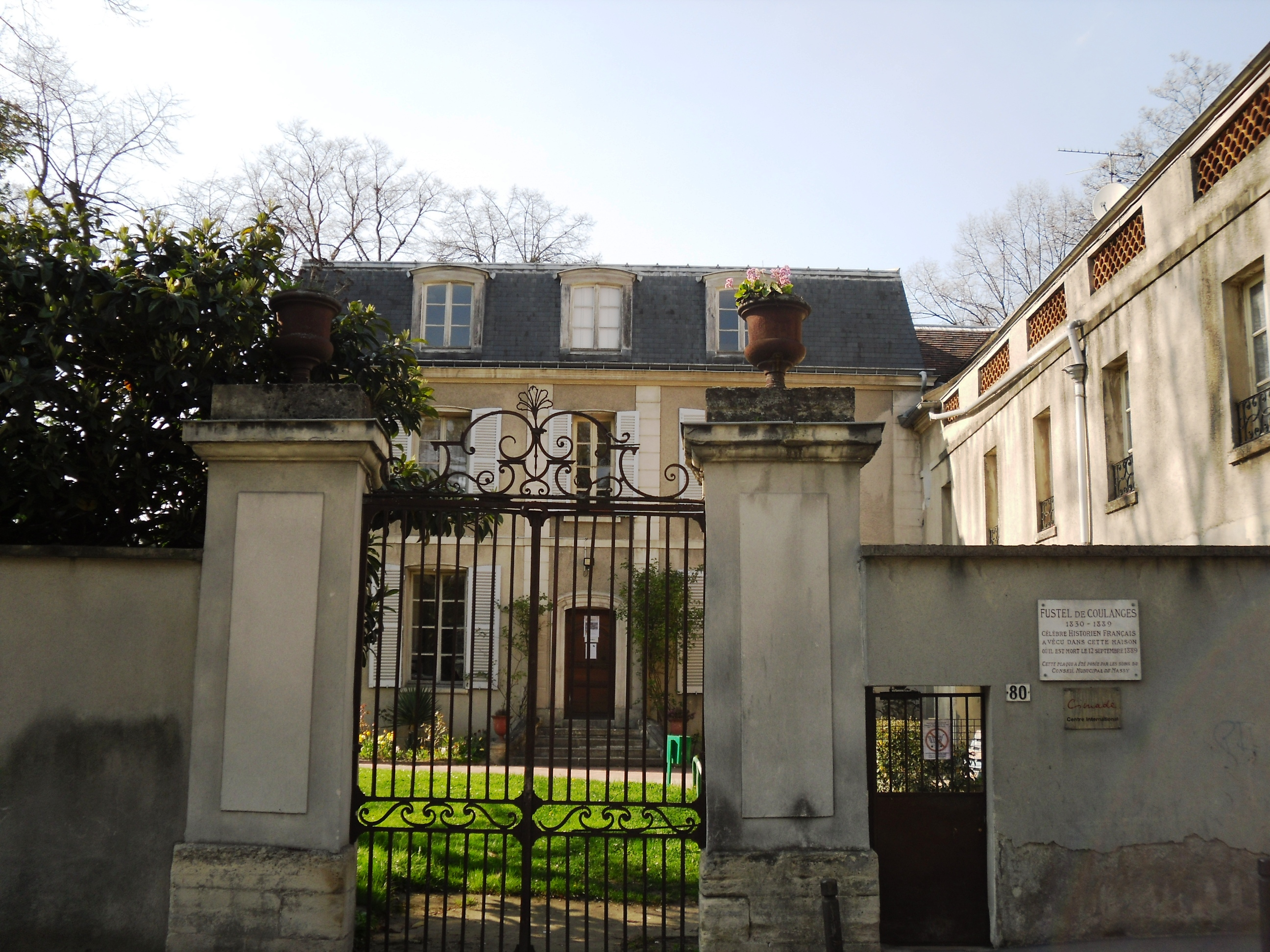
Maison de Fustel de Coulanges à Massy, dans l'Essonne.

Quelques questions touchant à l'Antiquité le préoccupent, en particulier celle de la propriété et de sa transmission. Mais Fustel de Coulanges se tourna en particulier vers l'histoire médiévale,. Il chercha à établir que les institutions françaises procèdent d'une source différente du droit germanique.
Ses deux chefs-d'œuvre sont La Cité antique et L'Histoire des institutions politiques de l'ancienne France.

### La Cité antique
En 1864, il publie La Cité antique qui est très tôt un succès de librairie, distribué dès avant 1870 lors des remises annuelles des prix d'excellence scolaire dans les lycées de France. Fustel y met en lumière une question qui l'intéresse au plus haut point : les rapports entre la propriété et les institutions politico-religieuses. Selon lui, les anciens ne connaissaient ni la liberté de la vie privée, ni la liberté de l’éducation, ni la liberté religieuse. La personne humaine comptait pour bien peu de chose vis-à-vis de cette autorité sacrée et presque divine qu’on appelait la patrie ou l’État.
Plus spécifiquement, il s'intéresse à la question très débattue de l'origine et du développement de la religion antique, comparant les racines du culte grec à celle du culte hindou, qu'il percevait comme identiques. D'une certaine manière, il s'applique également à chasser toute confusion entre les pratiques sociales et les coutumes familiales du monde romain et du monde grec, qu'il justifie par une lecture et une analyse très fine du droit romain.
Dans la préface de La Cité antique, Fustel affirme que l'imitation maladroite de l'Antiquité par les révolutionnaires a conduit à la Terreur. La Cité antique en outre décrit en effet plusieurs « révolutions » de la période antique et se conclut par l'avènement du christianisme et de l'individu, ce qui fait que cette œuvre soit longtemps passée comme un hommage rendu au génie du christianisme.

### L'Histoire des institutions politiques de l'ancienne France
En 1889, année de sa mort, Fustel projetait de mettre sur pied un ouvrage qui couvrirait la période allant de la fin de l'Empire romain jusqu'à la Révolution française. Il tomba malade, et à sa mort, il avait à peine esquissé la mise en œuvre des matériaux qu'il réunissait depuis plus de vingt ans. Son Histoire des institutions politiques de l'ancienne France fut achevée par un de ses disciples, Camille Jullian. Certains volumes, déjà entièrement rédigés, ne demandèrent que peu de reprises, comme ce fut le cas pour la Gaule romaine et les Origines du régime féodal. D'autres à peine commencés, comme Les Transformations de la royauté pendant l'époque carolingienne, publié en 1891, furent presque entièrement recomposés par Camille Jullian à partir de notes éparses.
D'autre part, Fustel tenta également de formaliser un certain nombre de ses intuitions méthodologiques.

### Une histoire méthodique fondée sur le doute
En 1888, dans la préface de La monarchie franque (Tome III de l'Histoire des institutions politiques de l'ancienne France dont la publication a démarré dix ans plus tôt), Fustel de Coulanges expose les impératifs d'une méthode historique que l'historien doit selon lui respecter, les yeux « uniquement fixés sur les sciences »: il faut « étudier directement et uniquement les textes dans le plus minutieux détail, ne croire que ce qu’ils démontrent, écarter résolument de l’histoire du passé les idées modernes qu’une fausse méthode y a apportées. » Dans L'Alleu et le domaine rural pendant la période mérovingienne (Tome IV), il insiste sur les erreurs de mot parce qu'« un terme mal interprété peut être la source de grandes erreurs », ce qu'il montre avec le mot « sors » tel qu'utilisé sous la monarchie franque: ce terme ne désignait pas un tirage au sort, comme le français le suggère, mais un patrimoine ou une propriété. Les « consortes » n'étaient pas des communautés agraires propres aux Germains, seulement des cohéritiers, des voisins ou des copropriétaires, trois significations héritées de la période romaine.
La même année, il laisse dans une lettre à un de ses amis un testament spirituel : « J'arrive, écrivait-il le 24 février 1888, à l'âge où l'on ne pense plus beaucoup à soi, mais où l'on pense beaucoup à l'œuvre pour laquelle on a travaillé et peiné. Mes livres ont été accueillis par trop de clameurs ou de haine pour pouvoir produire quelque effet. C'est votre génération qui fera ce que j'avais voulu faire et qui mettra l'histoire dans la voie scientifique… la voie sera plus libre pour vous. J'ai rempli le rôle d'un humble chasse-pierres : j'ai dérangé les cailloux et ils m'ont lancé leurs malédictions ; mais vous passez, et la science historique avec vous. »

### Contestation de la notion de conquête franque
Fustel est amené à dénoncer la fausseté de la thèse d'une prétendue conquête franque de la Gaule et d'autres idées connexes à cette thèse.
Fustel s’opposa à la notion de conquête franque : « On dit généralement que les Germains vainqueurs s’emparèrent des terres de la Gaule, se les partagèrent et fondèrent un régime qui s’appela le régime féodal. Mais quand on lit les documents de cette époque, on s’aperçoit que ce sont là autant d’erreurs. Les Germains n’apportèrent pas chez nous les institutions féodales, pour cette raison simple qu’ils ne les connaissaient pas en Germanie. De plus, il est certain qu’ils ne s’emparèrent pas du sol, et que les Gaulois conservèrent leurs propriétés et leur liberté civile. Ces Germains établis chez nous étaient en fort petit nombre : ils auraient voulu dépouiller les anciens habitants qu’ils ne l’auraient pu. » Ce thème nourrit l’œuvre de Fustel pendant dix-huit ans. L’installation des Germains en Gaule fut une « rencontre » entre le monde romain et le monde barbare, une lente infiltration d’individus, de « bandes », autour de quelques chefs souvent improvisés ; il ne s'agit pas d’une invasion par des armées régulières, pas d'une conquête d’un État par un autre : et pour cause, les Germains ne connaissaient ni les uns les autres.
Fustel de Coulanges s'éleva contre l'idée que la noblesse française trouve son origine dans une conquête franque, idée émise incidemment par Boulainvilliers, puis retournée contre la noblesse par Siéyès, puis par Guizot et Thierry. Dès avant la guerre franco-allemande de 1870, Fustel n’adhérait ni à la tradition romaniste qui faisait descendre la monarchie française de l’Empire romain ni à la tradition germaniste encore défendue par Auguste Geffroy entre 1871 et 1874.
Il conteste l'idée de l'existence d'une armée germanique : il n’y eut d’armée germanique qu’épisodiquement chez les Goths au temps de Gallien, chez les Wisigoths au temps de Valens, de la grande invasion de Radagaise en 405, d’Attila : « Les vrais conquérants de la Gaule ont combattu sous les drapeaux de l’Empire. Les Wisigoths, les Burgondes, les Francs ont été des soldats fédérés au service de l’État romain […] À cinq siècles de distance […], l’attitude de ces barbares à l’égard de l’empire est demeurée la même : ils ont été respectueux de la majesté impériale et désireux d’appartenir au monde romain. »
Sa conception des invasions barbares s'oppose à celle d'Augustin Thierry, qui assimile conquêtes territoriales et transferts de population. Il réfute également l'idée d'une opposition entre un despotisme pur de l’Empire romain et une prétendue liberté germanique. Il dément à cet égard que la royauté ait été élective chez les Germains et en particulier chez les Francs ; il refuse de voir dans une ou deux phrases de Tacite trop sollicités la preuve d’une assemblée de la nation dans les tribus franques ; il ne trouve dans les documents aucune trace de l’élection des rois.
Il soutient l’absence de caste noble chez les Francs : il y a de riches propriétaires, d’anciennes familles, des familiers des rois, de hauts officiers royaux, mais rien qui rappelle les ordres privilégiés. Fustel ne rencontre la noblesse chez les Germains que chez ceux qui sont restés en Germanie. Les peuples installés dans l’Empire ne connaissent plus que la noblesse des optimates, c’est-à-dire des fonctionnaires royaux ; cette conception est d’une grande modernité pour l’époque et elle a été réhabilitée récemment par les recherches des spécialistes comme Walter Goffart, Karl Ferdinand Werner ou Walter Pohl (en),,. Les pouvoirs du roi mérovingien sont surtout romains, empruntés délibérément à la panoplie politique de Rome. Les Francs réutilisent la hiérarchie administrative et sociale qu’ils trouvent sur place en Gaule.

### Relativisation de l'importance des races
Il y a chez Fustel une idée fixe : la distinction des races, des divers peuples de l’Europe n’explique rien ; elle ne s’applique à aucune des institutions qu’il étudie et qui toutes ont des origines diverses et procèdent d’un séculaire travail de la société sur elle-même. Ces institutions se retrouvent à la fois chez les Romains et les Germains. D’où le refus définitif et constant de toute explication des institutions et des réalités sociales à fondement racial, que ce soit au profit ou détriment du germanisme.
La recherche de la longue durée, l’insistance sur l’évolution interne des institutions, la négation de l’idée de conquête organisée, consciente et volontaire sont systématiques chez Fustel et aboutissent à l'idée d'une sorte de disparition des races par leur fusion au profit d’un mélange à la fois physique et moral : de même que les Gaulois s’étaient faits latins, les Francs peu nombreux se sont faits gallo-romains ; les Gallo-Romains formeront par fusion et assimilation réciproques un nouveau peuple dont cette diversité d’origine fait la noblesse.
Fustel ne nie pas la diversité des races mais l'importance de leur existence dans l'histoire de la Gaule du fait même de leur fusion et du rôle autrement important selon lui du fait institutionnel.

### Importance des institutions et de la longue durée
En tant qu'historien, Fustel comme Theodor Mommsen son contemporain, attribuent une grande importance aux institutions qui recouvrent ou du moins déterminent presque tout le champ de l’histoire. Une des conséquences de cette conviction, c’est la prise en compte, la prédominance si l’on veut, de la très longue durée, c’est-à-dire de la continuité, sur le court terme. Les institutions ne naissent pas du caprice des hommes, du hasard des événements, qui n’ont de portée que s’ils viennent s’insérer dans une lente et longue maturation, une sorte d’autogenèse. Mais cette évolution, produit des changements si considérables dans les choses et les mots que toute communication directe devient impossible entre l’homme et son passé. Sauf par l’effort d’un artefact nouveau : l’histoire en tant que science.
Selon Fustel de Coulanges, le résultat de la conquête romaine a d’abord été d’éviter que la Gaule ne tombe sous la domination des Germains, puis d’opérer par la seule force d’attraction de la supériorité romaine une romanisation de la Gaule. Pour Fustel de Coulanges : « Notre société a pris alors des habitudes, un genre d’esprit, que rien depuis n’a pu nous enlever ; elle est restée en grande partie romaine. On dit généralement que nous sommes de race latine ; ce n’est pas exact. Il n’y a pas de sang latin dans notre sang. Les Romains ne se sont pas établis chez nous ; il n’y avait pas de garnisons romaines dans le pays, excepté à la frontière. (…) Le sang romain ne s’est donc pas infusé dans le nôtre. Mais l’esprit romain s’est infusé en nous. Nous ne sommes pas de race latine, mais nous sommes d'esprit latin. » L'esprit latin s'est infusé par le biais de quelques institutions : « Comme institution [les Romains] apportent le régime de la cité, c’est-à-dire un système régulier de magistratures électives, avec un Sénat et des Assemblées populaires. Comme principe politique, l’habitude de la discipline. Comme principe social, l’égalité de tous devant la loi. »
Fustel a une vision positive de la conquête romaine car elle a permis l’unité politique des Gaules préfigurant la France et rendue manifeste par le culte rendu au culte des trois Gaules à Lyon et par l'établissement d'institutions municipales : les soixante-quatre cités établies après la conquête avec leurs institutions apparemment démocratiques mais plus généralement aristocratiques.
C'est par les institutions romaines que la Gaule a été romanisée en esprit sur la longue durée.

### Origine de la féodalité
Concernant les origines du système féodal, il introduit sur cette question une distinction sur laquelle s’appuie toujours la science actuelle. Il faut selon lui distinguer deux choses.
D'un côté, l'histoire de la grande propriété foncière, du domaine rural, dont la physionomie, la structure remonte au Bas-Empire et qui demeure pratiquement inchangée du IVe au IXe siècle ; ce grand domaine possédé en propriété quiritaire par un grand propriétaire est divisé en deux parts, l’une exploitée directement, la réserve, l’autre distribuée en tenures à des esclaves, des affranchis ou de colons partiaires ; elle n’a pas subi dans sa nature de transformations à la suite des invasions germaniques.
De l'autre, l'histoire de la féodalité n'a rien à voir avec cette histoire de la propriété rurale : la féodalité se développa à la fin du VIIIe siècle et sortit de trois institutions : le bénéfice, le patronage, l’immunité : le précaire étant dès la fin de la République l’équivalent du bénéfice ; la clientèle personnelle était alors la forme que prenait la recommandation ; enfin, par l’immunité, qui se développe à partir du palais du roi, la royauté soustrait certains grands domaines à l’autorité de ses agents. Mais ces trois coutumes ont en commun un caractère : elles concernent non plus les terres mais les hommes, elles créent des liens réciproques de sujétion entre les hommes sur une même terre.

## Décoration
- Officier de la Légion d'honneur (1881)

## Hommages
Plusieurs lycées Fustel-de-Coulanges ont été nommés en hommage à Numa Denis Fustel de Coulanges.
La salle de lecture de la Bibliothèque de la Sorbonne réservée à l'Antiquité et au Moyen Âge a été nommée Salle Numa Denis Fustel de Coulanges.
Plusieurs rues portent son nom, notamment à Massy et dans le 5e arrondissement de Paris.